# Gustaaf Johannes Petrus Renier
Gustaaf Johannes Petrus Renier (Vlissingen, 25 september 1892 - Twickenham, 1 september 1962) was een geschiedkundige en professor aan de University College London.
Zijn vader, Peter Paul Renier, was loods in Belgische dienst en was getrouwd met een Waalse vrouw, Johanna. Gustaaf had twee broertjes en een zusje. Zijn moeder voedde hen Franstalig op. Gustaaf ging in 1898 naar de basisschool in Vlissingen en deed daar zijn eerste interesse voor geschiedenis op. Na enige jaren verhuisde het gezin naar Terneuzen. Gustaaf werd naar het atheneum in Antwerpen gestuurd. Hij werd al snel van school verwijderd voor een fout die hij niet begaan had. Vervolgens stuurde zijn moeder hem naar een college in Leuven. Hij leerde er vloeiend Frans. Langzamerhand begon hij een afkeer te voelen voor het Belgische milieu; de discipline, het enge provincialisme, de scherp toeziende priesters, het benauwde hem. In Gent begon hij een studie geschiedenis waar hij onder Henri Pirenne zijn licentiaat behaalde, maar toen de Eerste Wereldoorlog uitbrak vluchtte hij met zijn beste Gentse vriend, de zoon van de Engelse consul, naar Engeland. Daar verdiende hij zijn brood als journalist en schreef populaire biografieën, onder andere over Oscar Wilde, Robespierre en Willem van Oranje. Bovendien vertaalde hij talloze Nederlandse boeken. Hij schreef ook een humoristisch boek over de Engelse eigenaardigheden, getiteld The English: are they human?, dat hem bekendheid bezorgde. Met zijn alpinopet en zijn zwierige optreden bleef hij bewust een continentale uitstraling houden.
In Engeland raakte hij bevriend met Pieter Geijl, die in Londen Nederlandse geschiedenis doceerde. Bij Geijl promoveerde hij in 1930 op het proefschrift Great Britain and the establishment of the Kingdom of the Netherlands, 1813-1815 over de rol van Groot-Brittannië bij de oprichting van het Verenigd Koninkrijk der Nederlanden. Dit werk viel op door zijn heldere stijl en was de voornaamste reden dat hij in 1934 lector werd aan University College London. In 1936 volgde hij Geijl op als Reader in Dutch History and Institutions. In de oorlog werkte Renier eerst voor de BBC om de propaganda van de Duitsers te analyseren, en vanaf 1942 was hij literair adviseur voor de Nederlandse regering in ballingschap. In 1945 werd hij benoemd tot hoogleraar in Nederlandse geschiedenis aan University College London. Toen kon hij zich volledig overgeven aan zijn passie voor lesgeven. Hij leverde uitmuntende prestaties als docent van Nederlandse geschiedenis. Renier was geliefd bij zijn studenten, die hij boeide met zijn levendige presentatie en zijn uitweidingen naar de actuele politiek. Hij had geen interesse om zich te profileren als een vakspecialist. Hij publiceerde bijvoorbeeld weinig over zijn archiefonderzoek naar de 18e-eeuwse diplomatieke geschiedenis. Een uitzondering vormde The Dutch Nation (Londen, 1944), een overzichtswerk over de Nederlandse natie, dat eerst in het Engels en later in het Nederlands verscheen. Hierin betoogde hij dat de Nederlandse natie gevormd was door de staat en het gemeenschappelijke verleden, en niet door de taal. Dit bracht hem in aanvaring met Geijls Groot-Nederlandse opvattingen, die hij ook bestreed in zijn Londense inaugurele rede The Criterion of Dutch Nationhood (Londen, [1946]). Toch bleven Renier en Geijl vrienden.
Renier trok zich in de laatste jaren voor zijn emeritaat in 1957 langzaam terug. Hij was teleurgesteld over de waardering voor zijn boek History, its purpose and method (Londen, 1950) - een eigenzinnig werk dat weinig aansluiting toonde met de ontwikkeling van de moderne historische wetenschap.
Renier was tweemaal getrouwd, maar hij liet geen kinderen na.

## Wetenswaardigheden
- Hij was Officier in de Orde van Oranje Nassau (1947) en Ridder in de Orde van de Nederlandse Leeuw (1957).[3][4]
- Hoewel hij altijd in Engeland is blijven wonen, heeft hij zich nooit laten naturaliseren. Hij bleef een band met zijn geboortegrond voelen en bezocht Zeeland jaarlijks.
- Hij stond bekend als fervent tegenstander van de opvattingen van Arnold Joseph Toynbee. Het was kenmerkend voor hem dat hij één van zijn hondjes de naam Toynbee gaf, zodat hij hem vriendelijk bevelend en opvoedend kon toespreken.

- Biografisch Portaal: 30033207
- Catàleg d'autoritats de noms i títols de Catalunya: 981058518117206706
- Digitale Bibliotheek voor de Nederlandse Letteren: reni014
- Gemeinsame Normdatei: 101428111
- International Standard Name Identifier: 0000 0001 1003 6451
- Library of Congress Control Number: n82029316
- Nationale Bibliotheek van Letland: 000104397
- Nationale Bibliotheek van Israël: 987007568482405171
- Nederlandse Thesaurus van Auteursnamen: 06768890X
- Système universitaire de documentation: 060819022
- Trove: 1246948
- Virtual International Authority File: 109549467
- WorldCat: E39PBJwmRRvtW86kHbWF3WK8G3